# طارق عزيز

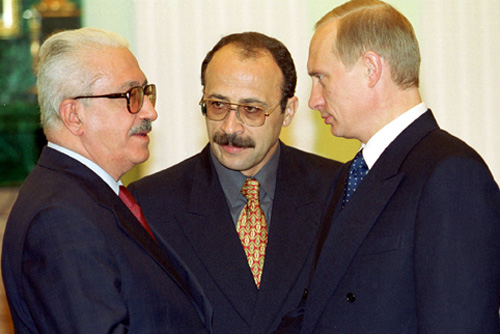
عزيز مع الرئيس الروسي فلاديمير بوتين في الكرملين يوم 26 يوليو 2000.

طارق عزيز (1 أبريل 1936  - 5 يونيو 2015)، سياسي عراقي شغل منصب نائب رئيس الوزراء ووزير الخارجية (1983–1991) وكان المستشار المقرب للرئيس صدام حسين. عملا سويًا في الخمسينيات من القرن الماضي عندما كان كلاهما عضوًا في حزب البعث العربي الاشتراكي المحظور آنذاك. وهو مسيحي كلداني، وكان قوميًا عربيًا وعضوًا في الكنيسة الكلدانية الكاثوليكية.
كان طارق عزيز يمثل العراق في كثير من الأحيان في القمم الدبلوماسية رفيعة المستوى. وأكد أن ما تريده الولايات المتحدة ليس «تغيير النظام» في العراق بل «تغيير المنطقة». وإن أسباب الحرب لدى إدارة بوش هي «النفط وإسرائيل».
بعد استسلامه للقوات الأمريكية في 24 أبريل 2003، احتجز عزيز أولاً من قبل القوات الأمريكية ثم من قبل الحكومة العراقية في معسكر كروبر في غرب بغداد. تمت تبرئته من بعض التهم في 1 مارس 2009 بعد محاكمة، ولكن حكم عليه بالسجن 15 عامًا في 11 مارس 2009 في قضية إعدام 42 تاجرًا عام 1992 أدينوا بالكسب غير المشروع و 7 سنوات أخرى في قضية تهجير الأكراد.
في 26 أكتوبر 2010 حكمت عليه المحكمة العراقية العليا بالإعدام، الأمر الذي أثار إدانة إقليمية ودولية من أساقفة عراقيين وغيرهم من العراقيين والفاتيكان والأمم المتحدة والاتحاد الأوروبي ومنظمة العفو الدولية. في 28 أكتوبر 2010 أفيد أن عزيز بالإضافة إلى 25 من زملائه في السجن بدأوا إضرابًا عن الطعام للاحتجاج على إلغاء اليوم المخصص لزيارات الأصدقاء والأقارب لهم، والذي كان يحدد عادةً في يوم الجمعة الأخيرة من كل شهر.

أعلن الرئيس العراقي جلال طالباني أنه لن يوقع على أمر بإعدام طارق عزيز، وبالتالي خففت عقوبته إلى السجن لمدة غير معلومة. ظل طارق عزيز رهن الاعتقال بقية حياته وتوفي بنوبة قلبية في مدينة الناصرية في 5 يونيو 2015 عن عمر يناهز 79 عامًا.

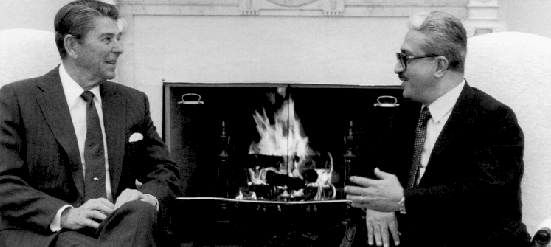
رونالد ريغان يستضيف عزيز في البيت الأبيض عام 1984

## النشأة والتعليم
وُلد طارق عزيز يوم 28 أبريل 1936 في بلدة تلكيف شمالي الموصل لأسرة كلدانية كاثوليكية، درس اللغة الإنجليزية في كلية الآداب بجامعة بغداد وتخرج فيها سنة 1963، ثم عمل كصحفي قبل أن ينضم إلى حزب البعث العربي الاشتراكي.
قيل أن اسمه عند الولادة كان (ميخائيل يوحنا) وغيّره لاحقا إلى طارق عزيز، لكن إبنه زياد نفى في مقابلة تلفزيونية صحة هذا الخبر كما نفى أن يكون الرئيس العراقي السابق صدام حسين هو من أطلق عليه اسم طارق عزيز، مرجعاً ظهور هذه «الشائعات» إلى الحرب العراقية الإيرانية والمحاولات التي كان يقوم بها البعض لإضعاف موقف والده الذي كان وزيراً للخارجية وقتها، متهمًا النظام الإيراني بإطلاق هذا الاسم للتقليل من شأن والده كونه الشخص المسيحي الوحيد في القيادة الوطنية العراقية آنذاك.
درس اللغة الإنجليزية في جامعة بغداد، ثم عمل صحفيًا قبل أن ينضم إلى حزب البعث في عام 1957. وخلال خمسينيات القرن الماضي، وفي ظل الحكم الملكي في العراق، عارض عزيز والحزب البعثي النظام القائم آنذاك. في تلك الحقبة، لم تُبدِ الولايات المتحدة اهتمامًا كبيرًا بحزب البعث العربي الاشتراكي أو صعوده السياسي في العراق، إذ كان تركيزها الأساسي منصبًا على الحد من النفوذ السوفييتي ومنع انتشار الشيوعية في منطقة الشرق الأوسط، أكثر من اهتمامها بتطورات السياسة الداخلية للدول العربية.

## النشاط السياسي
وفقًا لما ذكره طارق عزيز، فإن الولايات المتحدة لم تكن تعتبر حزب البعث قوة سياسية مؤثرة، سواء في العراق أو في سوريا، ويرجع ذلك في الأساس إلى افتقار واشنطن لفهم عميق لطبيعة المشهد السياسي العراقي. وأوضح عزيز أن بريطانيا وفرنسا كانتا تملكان خبرة تاريخية طويلة في المنطقة، بينما كانت النظرة الأميركية للشرق الأوسط تُهيمن عليها عقلية الحرب الباردة، وتركز على الخطر الشيوعي أكثر من الاهتمام بالتطورات السياسية الداخلية في الدول العربية.
ظهر حزب البعث في السلطة لأول مرة عام 1963 بعد انقلاب أعقب ثورة 1958، وكان طارق عزيز حينها يشغل منصب رئيس تحرير صحيفة الحزب. ورغم التحول السياسي الكبير في العراق، أشار عزيز إلى أن التواصل الدبلوماسي بين واشنطن وبغداد ظل محدودًا للغاية. وخلال عهد الرئيسين جون كينيدي وليندون جونسون، لم يكن هناك أي تفاعل كبير بين العراق والولايات المتحدة، كما أن عدد الصحفيين الأميركيين الذين زاروا العراق كان قليلاً جدًا مقارنةً بنظرائهم من بريطانيا وفرنسا والاتحاد السوفييتي. وفي عام 1963، تولى عزيز رئاسة تحرير صحيفتي "الجماهير" و"الثورة"، وهما من أبرز منابر حزب البعث الإعلامية آنذاك.
وبعد الانقلاب على نظام البعث في 1963، تم سجن طارق عزيز في سوريا لأكثر من عام، مما حال دون حصوله على معلومات مباشرة من العراق. لكنه أشار لاحقًا إلى أن شائعات كانت تدور في أروقة الحكم العراقي بشأن وجود دور لوكالة الاستخبارات المركزية الأميركية في الدوائر السياسية والتجارية العراقية. وعلى الرغم من أن هذه المزاعم لم تثبت بالأدلة القاطعة، فقد أشار عزيز إلى أن بعض هؤلاء الأشخاص ربما كانت لديهم صلات بأميركيين، وأن القيادة البعثية كانت تنظر إليهم بعين الريبة. ومع ذلك، أكد عزيز أن الولايات المتحدة لم تتخذ في ذلك الوقت إجراءات مباشرة أو عدائية تجاه العراق، ولم يكن يُنظر إلى وجود عناصر من وكالة الاستخبارات المركزية الأميركية باعتباره جزءًا من تدخل أميركي كبير أو منسق في الشأن العراقي.

## بداية حكم حزب البعث
بدأ طارق عزيز في الصعود داخل هيكل السلطة العراقية بعد أن وصل حزب البعث إلى الحكم في عام 1968. وبدعم مباشر من صدام حسين، الذي كان يثق به ويُروّج له بقوة، تقلّد عزيز عدة مناصب بارزة. أصبح عضوًا في مكتب الشؤون العامة في مجلس قيادة الثورة، وبين عامي 1974 و1977 شغل منصب عضو في القيادة القطرية، وهي أعلى هيئة تنظيمية في حزب البعث. وفي عام 1977، انضم إلى مجلس قيادة الثورة، كما تولى وزارة الإعلام من عام 1974 حتى 1977. إلى جانب ذلك، انتُخب كقيادي قطري في الحزب، ما عزز موقعه في قلب النظام البعثي.
وأشار عزيز لاحقًا إلى أن الولايات المتحدة بدأت تُبدي اهتمامًا متزايدًا بالعراق في تلك الفترة، بسبب تصاعد القلق من النفوذ السوفييتي في المنطقة. ورغم بعض مظاهر التقارب مع الاتحاد السوفييتي، شدّد عزيز على أن العراق حافظ على استقلاليته في السياسة الخارجية، ولم يكن ينوي أن يصبح جزءًا من الكتلة السوفييتية. ووفقًا له، فإن العراق لم يقطع علاقاته مع واشنطن بالكامل، لكنه ركّز جهوده الدبلوماسية على فرنسا وأوروبا، التي كانت تُعتبر أكثر حيادية في تعاطيها مع الصراع العربي-الإسرائيلي.
وفي سبعينيات القرن العشرين، عبّرت الحكومة الأميركية – خصوصًا في عهد هنري كيسنجر خلال إدارة الرئيس ريتشارد نيكسون – عن مخاوفها من علاقة العراق بالاتحاد السوفييتي. وتضمنت تلك المخاوف ادعاءات غير مثبتة بوجود قاعدة عسكرية سوفييتية على الأراضي العراقية. وردًا على هذه الادعاءات، نظّم عزيز لقاءً بين صحفيين أميركيين ونائب الرئيس صدام حسين، الذي نفى تلك المزاعم بشكل قاطع وتحدّى صحتها. ورغم هذه التوترات، بقيت العلاقات الدبلوماسية محدودة، وظل العراق يُنظر إليه في واشنطن من زاوية الحرب الباردة أكثر من كونه شريكًا محتملاً في الشرق الأوسط.
أشار طارق عزيز إلى أن السبعينيات كانت فترة تركّز فيها العراق على التنمية الاقتصادية، إذ كان كل من صدام حسين وقيادات بارزة أخرى مثل عزيز يولون أهمية كبرى لتحديث القطاع الصناعي والبنية التحتية ونظام التعليم في البلاد. وعلى الرغم من التحديات الكبيرة التي فرضتها حرب العراق مع إيران لاحقًا، ظلّ الحلم ببناء عراق متطور ومكتفٍ ذاتيًا هدفًا محوريًا لحزب البعث.
ومع أواخر السبعينيات، وخلال إدارة الرئيس الأميركي جيمي كارتر، استمرت الولايات المتحدة في التعبير عن قلقها من تقارب العراق مع الاتحاد السوفييتي. واستذكر عزيز كيف أن الإدارة الأميركية روّجت لادعاءات مفادها أن العراق يُشكّل نظامًا موالياً للسوفييت، بل زعمت أن العراق يستضيف قاعدة جوية أو بحرية سوفييتية. للرد على تلك الادعاءات، دعا عزيز صحفيَّين بارزين من مجلة تايم الأميركية للقاء نائب الرئيس آنذاك صدام حسين. وخلال اللقاء، أبلغهم عزيز بأن لديهم معلومات حول وجود قاعدة سوفييتية مفترضة. فجاء رد صدام قائلاً: "ابحثوا بأنفسكم، وسترون الحقيقة". وبعد جولتهم، لم يجد الصحفيون أي دليل على وجود منشآت سوفييتية، مما أكد بطلان تلك المزاعم.
في تلك الفترة، كانت العلاقات الدبلوماسية بين العراق والولايات المتحدة متوترة. فبعد حرب 1967 بين العرب وإسرائيل، قطعت العديد من دول المنطقة، ومنها العراق ومصر، علاقاتها مع واشنطن. ولم يكن للعراق سوى قسم مصالح بسيط في واشنطن بدلاً من سفارة رسمية، وهو ما جعل تمثيل العراق في الولايات المتحدة شبه معدوم. ووفقًا لعزيز، الذي كان يشغل حينها منصب وزير الإعلام، فإن العراق لم يشعر بأي نفوذ أميركي حقيقي في تلك المرحلة، بل إن الولايات المتحدة لم تكن مصدر قلق جدي.
وقد تفاقم الاستياء في الشرق الأوسط من السياسة الخارجية الأميركية، خاصة في ظل قيادة هنري كيسنجر لوزارة الخارجية الأميركية، نتيجة الدعم الأميركي الواضح لإسرائيل في عدوانها على العرب. وأشار عزيز إلى أن هذا الواقع أدى إلى تصاعد المشاعر المعادية لأميركا في المنطقة بأكملها، بما في ذلك العراق. ونتيجة لذلك، تحوّل تركيز العراق في علاقاته الخارجية إلى أوروبا والاتحاد السوفييتي، حيث أصبح هذان الطرفان يمثلان شركاء أكثر أهمية في نظر القيادة العراقية.

## نائب رئيس الوزراء
في عام 1979، أصبح طارق عزيز نائبًا لرئيس وزراء العراق، وعمل دبلوماسيًا لشرح سياسات العراق للعالم.وكان المسيحي الوحيد الذي شغل منصبًا رفيعًا في عهد صدام حسين، مما جعله حالة استثنائية في النظام السياسي الذي كان يهيمن عليه المسلمون، خصوصًا من الطائفة السنية.

### محاولة اغتيال
في نيسان/أبريل 1980، تعرّض طارق عزيز لمحاولة اغتيال عند البوابة الرئيسية لجامعة المستنصرية، حيث كان الطلاب مصطفين على جانبي المدخل للترحيب به. ألقى أحد خريجي معسكر الصدر وعضو في حزب الدعوة قنبلة يدوية على موكبه. سارع حراس عزيز الشخصيون إلى حمايته، لكنه أصيب في يده بشظايا القنبلة، فيما أُصيب عدد من الطلاب الذين كانوا بالقرب من البوابة، وكانت بقع الدماء واضحة على قمصانهم البيضاء، وهي جزء من الزي الرسمي للجامعة في الأيام الحارة من نيسان، والمكوّن من قميص أبيض وبنطال رمادي.
عقب الحادثة، حضر الرئيس صدام حسين إلى جامعة المستنصرية وألقى خطابًا أمام الطلاب قال فيه: "نحن نرقص على أكتاف الموت."  وفي حينه، اتهمت الحكومة العراقية إيران بالوقوف خلف الهجوم، ووجّهت أصابع الاتهام فورًا إلى حزب الدعوة، معتبرة أن المحاولة كانت مدعومة من طهران. وقد أسفر الهجوم عن مقتل عدد من الأشخاص.
شكلت هذه الحادثة جزءًا من مبررات الحرب التي استخدمها العراق لشن الحرب على إيران لاحقًا في العام نفسه، في إطار ما عُرف بـأسباب الحرب (casus belli) للحرب العراقية الإيرانية.

### العلاقات الخارجية
بصفته نائب رئيس وزراء العراق، لعب طارق عزيز دورًا محوريًا في صياغة السياسة الخارجية للبلاد، لا سيما في ما يتعلق بالولايات المتحدة خلال فترة اتسمت بتعقيدات جيوسياسية كبيرة. فبعد انتهاء الحرب العراقية الإيرانية، سعى العراق بقيادة الرئيس صدام حسين إلى إعادة العلاقات الدبلوماسية مع الولايات المتحدة، وكان لعزيز دور استراتيجي في هذه العملية، حيث عمل على تحقيق توازن دقيق في علاقات العراق مع كل من الاتحاد السوفيتي والولايات المتحدة.
وفي عام 1979، خلال قمة حركة عدم الانحياز التي عُقدت في هافانا، تقرر أن تستضيف العراق القمة التالية في عام 1982. وأثناء رحلة العودة من هافانا، أعرب الرئيس صدام حسين عن قلقه لعزيز، قائلًا: "لدينا علاقات ممتازة مع الاتحاد السوفيتي، لكننا نحتاج أيضًا إلى أن نظهر كدولة غير منحازة وأن ننخرط مع القوى الكبرى، بما في ذلك الولايات المتحدة". وعلى الرغم من أن عزيز لم يكن قد تولّى منصب وزير الخارجية بعد، فقد كان بصفته نائبًا لرئيس الوزراء مستشارًا رئيسيًا في شؤون السياسة الخارجية، وتولى مهام دبلوماسية حساسة. وقد كلفه الرئيس حسين بالإعداد لاستئناف العلاقات مع الولايات المتحدة، مع التأكيد على ضرورة تجنب التسرع، نظرًا لأهمية توقيت هذه الخطوة في السياق الإقليمي والدولي آنذاك.
أدى اندلاع الحرب العراقية الإيرانية عام 1980 إلى تعقيد خطط العراق لإعادة العلاقات مع الولايات المتحدة. ففي البداية، قرر طارق عزيز وقيادة العراق عدم السعي إلى أي اتصال فوري مع واشنطن، خشية أن يُفهم ذلك على أنه انحياز لأمريكا ضد إيران، مما قد يضر بصورة العراق كدولة مستقلة. وبدلاً من ذلك، ركزت القيادة العراقية على الحفاظ على استقلالية القرار العراقي وتعزيز القدرات العسكرية للبلاد.
لكن بحلول عام 1982، وبعد مرور عامين على الحرب وتغير ملامح المشهد السياسي، بدأت بغداد تدرس بحذر إمكانية استئناف العلاقات مع الولايات المتحدة. في ذلك العام، تقدم رئيس قسم المصالح الأمريكية في بغداد بطلب لرفع مستوى الاتصالات الدبلوماسية بين البلدين. ففي السابق، كانت الاتصالات تقتصر على وزارة الخارجية العراقية، ولكن بعد هذا الطلب، منح الرئيس صدام حسين الإذن بعقد لقاءات مباشرة بين طارق عزيز والدبلوماسيين الأميركيين.
وخلال هذه الفترة، أجرى عزيز سلسلة من النقاشات مع دبلوماسيين أميركيين وأعضاء في الكونغرس زاروا بغداد في مهام استطلاعية. وساهم هذا الحوار في تقريب وجهات النظر بين الجانبين، لا سيما في ما يتعلق بالصراع العربي الإسرائيلي والحرب المستمرة مع إيران. وقد مهّدت هذه الجهود الدبلوماسية التي قادها عزيز الطريق أمام استئناف العلاقات الرسمية بين العراق والولايات المتحدة في عام 1984، وهو ما اعتُبر تحولًا مهمًا في سياسة العراق الخارجية بعد سنوات من التوتر مع واشنطن.

## وزير الخارجية: 1983–1991

### الحرب العراقية الإيرانية
نظرًا لأن صدام حسين كان نادرًا ما يغادر البلاد، فقد عيّن طارق عزيز وزيرًا للخارجية في عام 1983 خلفًا لسعدون حمادي. نجح عزيز في كسب دعم الولايات المتحدة خلال حرب إيران والعراق، والتقى بالرئيس الأمريكي آنذاك رونالد ريغان في عام 1984. كما رافق عزيز صدام حسين خلال زيارة استقبل فيها الأخير دونالد رامسفيلد في 19-20 ديسمبر 1983، وكان رامسفيلد آنذاك مبعوثًا خاصًا لريغان إلى الشرق الأوسط، قبل أن يصبح لاحقًا وزير الدفاع الأمريكي وقائد قوات التحالف ضد العراق في 2003.
حافظت الهند، التي تربطها علاقات جيدة مع كل من إيران والعراق، على موقف حيادي في الصراع ودعت الطرفين إلى وقف الأعمال العدائية. وكان من المقرر عقد القمة السابعة لحركة عدم الانحياز في نيودلهي عام 1983. في 9 فبراير 1982، سافر عزيز إلى الهند حيث التقى وزير الخارجية الهندي بي. في. ناراسيمها راو، وأجرى محادثات بشأن مشاركة إيران في القمة، معبرًا عن أمله في حضور إيران رغم استمرار الحرب التي تجاوزت عامها الأول.
أقر عزيز بأن العراق استخدم الأسلحة الكيميائية خلال الحرب، لكنه أصر على أن إيران كانت الطرف الأول الذي استخدمها. وفي تصريحات للصحفيين في المطار، قال عزيز إن العراق يسعى لإنهاء الحرب التي استمرت 16 شهرًا على الحدود بين البلدين. وكان جزءًا من الوفد العراقي الذي ترأسه صدام حسين، مع اتخاذ إجراءات أمنية مشددة بسبب وجود مخطط لاغتياله من قبل حزب الدعوة الإسلامية. لاحقًا، شارك عزيز في عدة قمم لحركة عدم الانحياز ممثلًا للعراق. كما تفاوض مع فرنسا لشراء طائرات مقاتلة وأقام تحالفًا اقتصاديًا مع الاتحاد السوفيتي السابق. وفي عام 1988، سافر إلى جنيف بسويسرا للتفاوض على معاهدة لإنهاء حرب إيران والعراق.

### حرب الخليج
بعد انتهاء الحرب العراقية الإيرانية، تصاعدت التوترات بين العراق والكويت بسبب أسعار النفط والديون. التقى طارق عزيز بمسؤولين كويتيين في محاولة لإقناعهم بوقف ضخ النفط الزائد عن الحصص المقررة. وعندما غزا العراق الكويت في عام 1990، تولى عزيز دور المتحدث الرسمي باسم النظام العراقي لتبرير العملية العسكرية على الساحة الدولية. وأكد أن الغزو كان مبررًا لأن زيادة إنتاج الكويت من النفط كانت تضر بعائدات العراق النفطية. كما أدان عزيز مواقف الدول العربية، واصفًا إياها بـ"الخاضعة لهيمنة الولايات المتحدة في الشرق الأوسط" وانتقد دعمها للعقوبات العقابية المفروضة على العراق.
وفي 9 يناير 1991، شارك طارق عزيز في مؤتمر جنيف للسلام، الذي جمعه مع وزير الخارجية الأمريكي جيمس بيكر. وكان الهدف من هذا الاجتماع مناقشة سبل التوصل إلى حل سلمي لاحتلال العراق للكويت. مع تصاعد التوترات عقب غزو الكويت في 2 أغسطس 1990، تحوّلت الأنظار إلى القاهرة بعد أن دعا الرئيس المصري حسني مبارك إلى عقد قمة طارئة في 8 أغسطس لمناقشة الأزمة. وقد اعتُبر هذا الاجتماع لحظة حاسمة في تطورات أزمة الخليج، في ظل تصاعد الضغوط الإقليمية والدولية على العراق. وبحسب الصحفي محمد حسنين هيكل، بذل مبارك جهودًا دبلوماسية لنزع فتيل الأزمة. وفي صباح يوم 9 أغسطس، استدعى مبارك السفير العراقي في مصر نبيل نجم، وطلب منه إيصال رسالة شفوية إلى صدام حسين، ينصحه فيها بأنه إن لم تتمكن العراق من حضور القمة، فعليها على الأقل أن ترسل وفدًا رفيع المستوى يتمتع بمرونة في الطرح.
وفي وقت لاحق من ذلك اليوم، أعلنت بغداد أن وفدًا عراقيًا رفيع المستوى في طريقه إلى القاهرة. وفي المساء، هبطت طائرة عراقية في مطار القاهرة تقل وفدًا بقيادة طه ياسين رمضان وضمّ طارق عزيز. عند وصول الوفد العراقي إلى القاهرة، نشأت توترات مباشرة. فخلافًا لبقية الوفود التي أُسكنت في فنادق، تم إيواء الوفد العراقي في قصر ضيافة حكومي، مما دفع طارق عزيز للتساؤل عن سبب هذا التمييز. وقد نقل عنه قوله: "لماذا نُسكن في قصر ضيافة بينما جميع الوفود الأخرى في فنادق؟" أجاب المسؤولون المصريون بأن الوفد العراقي يواجه مخاوف أمنية خاصة. لكن عزيز أبدى شكوكه قائلاً: "هل هذا لحمايتنا أم لعزلنا؟ إذا كان الأمر من أجل حمايتنا، فنحن قادرون على حماية أنفسنا. نحن نثق بالشعب المصري." فردّ أحد المسؤولين المصريين: "المشكلة ليست مع الشعب المصري، بل مع عشرات الآلاف من الكويتيين الموجودين حاليًا في القاهرة." وتصاعدت التوترات لاحقًا عندما تم توجيه الدعوة إلى طه ياسين رمضان فقط للقاء الرئيس حسني مبارك مساء 9 أغسطس، دون إشراك طارق عزيز في الاجتماع. وقد اعترض عزيز على هذا الترتيب، مؤكدًا أن الوفد جاء كهيئة موحدة، وأنه تربطه علاقة شخصية بالرئيس مبارك. ورغم اعتراضاته، تم اللقاء كما هو مقرر، بحضور رمضان فقط.
وخلال المحادثات، وبحسب ما ذكره محمد حسنين هيكل، تبادل مبارك ورمضان مواقف حازمة. وصرّح مبارك لاحقًا أن رمضان أبلغه بأن ضم العراق للكويت كان "نهائيًا ولا رجعة فيه" ولا يمكن أن يكون محل نقاش عربي. في المقابل، نقل رمضان أنه أبلغ مبارك بأن العراق يعتقد أن بعض الدول العربية قد اصطفّت بشكل لا رجعة فيه إلى جانب الولايات المتحدة، لكنه أشار إلى أن العراق لا يزال يثق بقيادة مبارك.
وصل الوفد العراقي إلى القاهرة وهو يحمل شكوكًا مسبقة تجاه التحركات العسكرية الأمريكية في المنطقة. فقد أثار قيام وزير الدفاع الأمريكي ديك تشيني بزيارة إلى جدة برفقة الجنرال نورمان شوارزكوف قلقًا كبيرًا في بغداد. وزاد من حدة هذه المخاوف إعلان اقتراب حاملة الطائرات النووية يو إس إس دوايت دي أيزنهاور من قناة السويس، مما عزز القناعة لدى العراق بأن عملًا عسكريًا بات وشيكًا. وبحسب الصحفي محمد حسنين هيكل، فقد بدا أن القمة العربية لم تكن مبادرة دبلوماسية حاسمة، بل أقرب إلى حدث دعائي، ما يعكس حالة الارتباك والانقسام التي كانت سائدة في العالم العربي آنذاك. وقد اتسمت القمة نفسها بالفوضى. فالأمانة العامة لجامعة الدول العربية، المسؤولة عن تنظيم الاجتماع، وصلت في اللحظات الأخيرة، حيث هبط الأمين العام الشاذلي القليبي ومساعدوه في القاهرة في وقت متأخر جدًا. ولم تكن هناك أجندة رسمية مُعدة مسبقًا، مما زاد من حالة الارتباك. وقد شكّلت هذه الفوضى، في نهاية المطاف، نقطة تحول في عزلة العراق دبلوماسيًا قبيل اندلاع حرب الخليج. ومنذ ذلك الحين، توقف صدام حسين عن القيام بأي زيارات خارجية، وبدأ في إرسال طارق عزيز أو طه ياسين رمضان كممثلين عنه في المحافل الدولية.

## ما بعد الحرب: 1991–2003

### الامتثال للعقوبات
كان طارق عزيز مشاركًا بشكل كبير في تعاملات العراق مع لجنة الأمم المتحدة الخاصة (UNSCOM)، التي أُنشئت لمراقبة نزع السلاح في العراق بعد حرب الخليج. خلال هذه الفترة، كان عزيز يحمل نظرة نقدية تجاه اللجنة، خاصة فيما يتعلق بدورها في إطالة مدة العقوبات التي فرضها مجلس الأمن الدولي على العراق. ومنذ البداية، رأى عزيز أن اللجنة لم تكن تركز فقط على نزع السلاح، بل كانت أداة لإلحاق الضرر بالعراق وتمديد العقوبات
وأشار إلى أنه بحلول عام 1991، تم تدمير معظم الأسلحة المحظورة للعراق، بما في ذلك الأسلحة الكيميائية والبيولوجية، سواء على يد اللجنة أو بشكل أحادي من قبل العراق نفسه. وأكد أنه بحلول عام 1992، لم يكن هناك أسلحة كيميائية أو بيولوجية متبقية في العراق، وأن جميع مهام نزع السلاح قد اكتملت، إلا أن اللجنة لم تعترف بذلك. في مارس 1992، حضر عزيز اجتماعًا رسميًا لمجلس الأمن في نيويورك، حيث قدم أدلة تدعم ادعاءه بأن العراق قد التزم بالكامل بشروط نزع السلاح المنصوص عليها في القرار 687. واقترح تخفيف العقوبات الدولية، مؤكدًا أن العراق قد أنهى التزاماته. ومع ذلك، ورغم تقديمه للحقائق والأرقام التي توضح جهود نزع السلاح، رفض مجلس الأمن الدولي تخفيف العقوبات. وأشار عزيز إلى أن اللجنة بدلاً من الاعتراف بالتزام العراق، واصلت توجيه اتهامات له بإخفاء أسلحة، رغم أنه لم يعثر على أي منها.
انتقد طارق عزيز أيضًا قيادة لجنة الأمم المتحدة الخاصة زاعمًا أن العديد من المفتشين، لا سيما من الولايات المتحدة والمملكة المتحدة، لم يكونوا محايدين أو مهنيين، بل كانوا مدفوعين بدوافع سياسية تهدف إلى الحفاظ على العقوبات وممارسة التجسس. ورأى أن مهمة اللجنة تحوّلت من كونها جهداً يركز فقط على نزع السلاح إلى أداة سياسية. وخلال هذه الفترة، ظل عزيز يعتقد أن فرض العقوبات كان غير عادل، وأن عمل اللجنة، رغم أنه كان في البداية موجهاً نحو نزع سلاح العراق، أصبح يُستخدم بشكل متزايد للتجسس على العراق وتبرير استمرار نظام العقوبات. وعلى الرغم من التزام العراق، كان عزيز يشعر بأن عملية اللجنة قد استُخدمت من قبل مصالح سياسية، لا سيما من الولايات المتحدة والمملكة المتحدة، لخدمة أجندات جيوسياسية أوسع بدلاً من الهدف الحقيقي المتمثل في نزع السلاح.

### ممثل العراق
شارك طارق عزيز في مؤتمر عُقد في موسكو في فبراير 2001. وخلال المؤتمر، صرّح وزير الخارجية الروسي إيغور إيفانوف بأن مكافحة الإرهاب يجب أن تستند إلى أسس قانونية راسخة، وأن على الأمم المتحدة أن تلعب دور المنسق للجهود الدولية. من جانبه، شدد عزيز على أن العراق لن يرضخ للتهديدات الأمريكية، وادّعى أن بلاده نفذت جميع التزاماتها وفقًا لقرارات مجلس الأمن الدولي. كما التقى عزيز برئيس مجلس الدوما الروسي، غينادي سيليزنيوف، الذي صرّح أن "روسيا تعارض بشكل حازم تهديدات الولايات المتحدة بضرب العراق في إطار حربها على الإرهاب"، بحسب ما أوردته وكالة إنترفاكس في 28 يناير. وردّ عزيز بقوله: "العراق لم يكن يومًا عبئًا على كاهل روسيا أو الاتحاد السوفييتي. نحن نؤيد روسيا بالكامل في قضية الشيشان، وهذا ليس صدفة. روسيا هي شريكنا رقم واحد".
وفي أبريل 2002، حذّر عزيز روسيا من أن مصالحها الاقتصادية مع العراق ستكون مهددة إذا وافقت على تنفيذ ما يُعرف بـ"العقوبات الذكية". وقد ساهم هذا التحذير في دفع روسيا إلى عرقلة قرار لمجلس الأمن كان سيُجيز تطبيق تلك العقوبات. وفي أكتوبر 2002، وخلال زيارة إلى أنقرة، صرّح عزيز بأن العراق لن يعتبر تركيا دولة صديقة بعد الآن إذا سمحت باستخدام قواعدها العسكرية من قِبل الولايات المتحدة في حال وقوع هجوم على العراق. وقد ساهم هذا التصريح في قرار البرلمان التركي مطلع مارس 2003 برفض الطلب الأمريكي المتعلق باستخدام القواعد التركية.

### حرب العراق
في أكتوبر 2000، أنشأ وزير الدولة البريطاني لشؤون الخارجية آنذاك، بيتر هاين، فريقًا سريًا لتفادي الحرب، بهدف تبادل الرسائل بينه وبين طارق عزيز. وبعد تعاون مبدئي، رفض عزيز لاحقًا استقبال الوفود. كما شن هجومًا لاذعًا على الرئيس الأمريكي جورج بوش وحليفه رئيس الوزراء البريطاني توني بلير، واصفًا الولايات المتحدة في عام 2002 بأنها "ديكتاتور العالم".
وفي 14 فبراير 2003، التقى عزيز بالبابا يوحنا بولس الثاني ومسؤولين آخرين في دولة الفاتيكان، حيث عبّر، بحسب بيان صادر عن الفاتيكان، عن "رغبة الحكومة العراقية في التعاون مع المجتمع الدولي، لا سيما في ما يتعلق بنزع السلاح". وأكد البيان نفسه أن البابا "شدد على ضرورة احترام العراق لقرارات مجلس الأمن وتنفيذها بشكل فعلي، بوصفه الضامن للقانون الدولي".
وقبل اندلاع الحرب، صرّح عزيز بأنه يفضل الموت على أن يُؤسر من قِبل الولايات المتحدة، وقال في مقابلة مع قناة ITV البريطانية: "هل تتوقعون مني، بعد كل تاريخي النضالي وكوني أحد قادة العراق، أن أذهب إلى سجن أمريكي – إلى غوانتانامو؟ أفضل الموت".

### أسلحة الدمار الشامل
في سبتمبر 2002، التقى كوفي عنان بكل من صدام حسين وطارق عزيز. وقد صرح عزيز حينها بأن العراق مستعد للتعاون مع الأمم المتحدة، قائلاً: "كما أخبرتُ الأمين العام للأمم المتحدة، إذا كان بإمكان أي أحد إيجاد حل سحري يعالج جميع هذه القضايا بشكل متساوٍ ومعقول، فنحن مستعدون لإيجاد هذا الحل ومستعدون للتعاون مع الأمم المتحدة".
وبعد وقت قصير من غزو العراق، اعتبر الرئيس الأمريكي جورج دبليو بوش أن طارق عزيز كان من بين رموز النظام العراقي المسؤولين عن إخفاء أسلحة الدمار الشامل.
وقد عبّر بوش، في 3 مايو 2003، عن ثقته التامة في العثور على أسلحة محظورة في العراق، واشتكى من أن طارق عزيز، أحد أقرب معاوني صدام حسين، لا يتعاون مع القوات الأمريكية التي تحتجزه. وقال: "طارق عزيز، نائب رئيس الوزراء والوجه الأكثر بروزًا في النظام العراقي السابق بعد صدام، لا يزال لا يعرف كيف يقول الحقيقة".

## المحاكمة والاحتجاز والوفاة

### المرض والوفاة
توفي طارق عزيز في 5 يونيو 2015 في مستشفى الحسين بمدينة الناصرية، عن عمر ناهز 79 عامًا. ووفقًا لمحاميه، فقد كان يُعامل بشكل جيد في السجن، إلا أنه كان يعاني من تدهور في حالته الصحية، وكان يتمنى فقط وضع حد لـ"معاناته". وقد عانى عزيز خلال فترة اعتقاله من الاكتئاب والسكري وأمراض القلب والقرحة.
وادعت ابنته زينب أن جثمانه قد سُرق في مطار بغداد الدولي أثناء نقله إلى الأردن يوم 11 يونيو من قبل رجال مجهولين، إلا أنه تم استعادته في اليوم التالي. بينما نفت السلطات الأردنية وقوع السرقة، وأوضحت أن الجثمان تأخر فقط بسبب استكمال الإجراءات الورقية اللازمة. دُفن طارق عزيز في مدينة مادبا بالأردن.

## حياته الخاصة

### العائلة
أنجب طارق عزيز أربعة أبناء. وكان قد قدم استقالته من منصبه، إلا أن صدام حسين لم يقبل بها. وقد أُفرج لاحقًا عن نجله زياد من السجن بأمر من صدام. أقام زياد عزيز في الأردن مع زوجته وأولاده الأربعة، كما تعيش زوجة طارق عزيز وأحد أبنائه الآخرين أيضًا في الأردن.

### الدين
قال طارق عزيز إنه لم يكن مسيحياً متديّناً، وكان أقرب إلى الإسلام منه إلى المسيحية، لكنه لم يُسلم، لكي لا يقال إنه فعل ذلك طلباً لمنصب.

## روابط خارجية
- طارق عزيز على موقع IMDb (الإنجليزية)
- طارق عزيز على موقع الموسوعة البريطانية (الإنجليزية)
- طارق عزيز على موقع مونزينجر (الألمانية)
- طارق عزيز على موقع إن إن دي بي (الإنجليزية)